# Aucula psejoa
Aucula psejoa là một loài bướm đêm trong họ Noctuidae.